# Кравець Інеса Миколаївна
Іне́са Микола́ївна Краве́ць (Шуляк) (нар. 5 жовтня 1966, Дніпропетровськ) — українська легкоатлетка, заслужена майстриня спорту України.

## Біографія
Народилася в родині тренерів Шуляка Миколи Івановича та Шуляк Зінаїди Костянтинівни.
«Своїм першим кроком у спорті я забов’язана мамі — Шуляк Зінаїді Костянтинівні — моєму першому тренеру. У мене не було такого жорсткого дитячого спорту, як у більшості. У спортивний інтернат мама мене не відпустила — оберігала. Я ходила на тренування до її секції…». 
Спеціалізувалася у двох видах — потрійний стрибок і стрибки в довжину.
Олімпійська чемпіонка 1996 року в потрійному стрибку. Срібна призерка Олімпійських ігор 1992 року в стрибках в довжину.
Чемпіонка світу (1991, 1993, 1995), володарка Кубка світу (1994), чемпіонка Європи (1992). Багаторазова призерка чемпіонатів Європи та світу.
Неодноразова рекордсменка світу.
Її світовий рекорд у потрійному стрибку (15,50 м), встановлений 10 серпня 1995 року, побила на Олімпіаді-2020 венесуельська легкоатлетка Юлімар Рохас із результатом — 15,67 м.
З 1983 по 1988 рік навчалася в Київському державному університеті фізичної культури і спорту.
У шлюбі з другим чоловіком Сергієм Єсипчуком 2005 року народила доньку Дар'ю.

## Державні нагороди
- Орден «За заслуги» II ст. (4 березня 2016) — за значний особистий внесок у соціально-економічний, науково-технічний, культурно-освітній розвиток Української держави, зразкове виконання службового обов'язку та багаторічну сумлінну працю[3]
- Почесна відзнака Президента України (12 вересня 1995) — за видатні спортивні здобутки, особистий внесок в утвердження авторитету і світового визнання українського спорту[4]
- Відзнака Президента України — хрест «За мужність» (7 серпня 1996) — за видатні спортивні перемоги на XXVI літніх Олімпійських іграх в Атланті, особистий внесок у піднесення авторитету і престижу України в світі[5]
- Орден княгині Ольги III ст. (10 вересня 2008) — за вагомий особистий внесок у розвиток і популяризацію фізичної культури і спорту в Україні, професіоналізм та досягнення високих спортивних результатів[6]